# Белая башня (Екатеринбург)
Белая башня (бывшая водонапорная башня УЗТМ) — гидротехническое сооружение в Орджоникидзевском районе Екатеринбурга, памятник архитектуры конструктивизма, в настоящее время используется как культурная площадка.
Башня была построена в 1929—1931 годах по проекту архитектора Моисея Рейшера, стала одним из первых железобетонных сооружений Свердловска и неофициальным символом района Уралмаш.
С развитием городской водопроводной сети в 1960-х годах башня была выведена из эксплуатации, долгие годы не использовалась и ветшала. В сентябре 2012 года Территориальное управление Росимущества по УрФО передало постройку в безвозмездное пользование архитектурной группе Podelniki, которая организовала консервацию и постепенное восстановление объекта. Связанную с башней деятельность архгруппы финансово поддерживает фонд «Внимание», основанный Ильёй Варламовым. Благодаря фонду в башне было восстановлено освещение и установлен громоотвод. На конец января 2020 года фонд «Внимание» собирал деньги на исследование и создание проекта реставрации башни. 15 июля 2020 года стало известно, что Белая башня получила международный грант в размере $180 тыс. на проект реставрации от благотворительного Фонда Гетти (США).

## История

### Потребность в воде

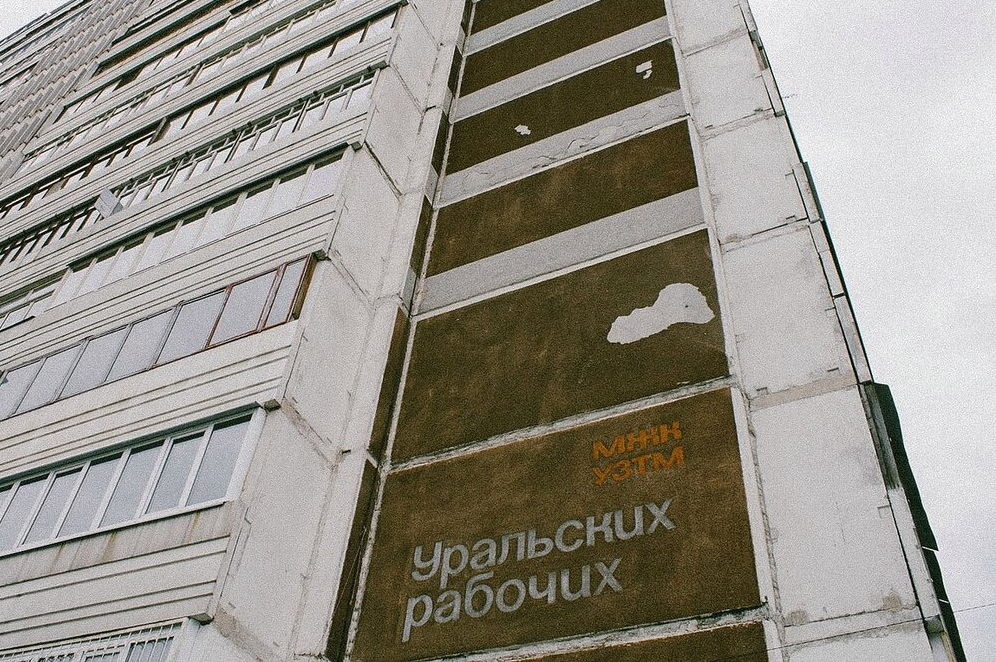
Знак УЗТМ на жилом здании Уралмаша, 2017 год

15 июля 1928 года на севере Екатеринбурга (в то время — Свердловск) был торжественно заложен фундамент будущего цеха металлоконструкций Уральского завода тяжёлого машиностроения. Вместе со строительством производственных корпусов началось возведение рабочего городка по проекту, разработанному специальным отделом Уралмашстроя, и вскоре эта масштабная стройка столкнулась с дефицитом воды. Первоначально воду доставляли на лошадях из колодцев у реки Камышенка, но её качество не соответствовало требованиям. Существуют сведения о строительстве временного водопровода от ручья Калиновка.
Стало очевидно, что имевшиеся водные ресурсы не могут удовлетворить всё более возрастающие потребности стройки, а тем более потребности начавшего функционировать городка, и руководство Уралмаша стало искать другие пути решения проблемы. Профессор-гидрогеолог Модест Клер предположил, что на берегу озера Шувакиш на глубине около 50 метров находится бассейн с запасом артезианской воды, откуда можно будет добывать до 5000 м³ воды в сутки. К натурным исследованиям самого Клера не допустили из-за его «непролетарского происхождения» (его отец был швейцарским учёным, эмигрировавшим в Российскую империю), и для разработки месторождений была приглашена группа специалистов Высокогорского рудоуправления во главе с гидрогеологом Александром Тутуниным. Пробурив восемь тестовых скважин, исследователи обнаружили воду на глубине 80—100 метров.
Проектирование водонапорной башни и коммуникаций было начало ещё в 1928 году в проектировочном отделе УЗТМ, а бурение рабочих скважин на озере Шувакиш началось только весной 1930-го под контролем Гортреста. В ходе бурения произошла поломка долота, которое затем долгое время не могли достать из скважины, из-за чего работы затянулись. По решению главного инженера Владимира Фидлера к бурению скважин привлекли немецких специалистов. С ними заключили договор на бурение пяти скважин диаметром полметра. Две из них оказались маловодными, но всех их было достаточно, чтобы уже к середине сентября 1930 года пустить питьевую воду в рабочий посёлок по временному трубопроводу. Спустя год была завершена прокладка постоянных коммуникаций и окончено строительство перекачной станции и резервуаров. Этими работами в УЗТМ занималась отдельная группа под руководством инженера А. Г. Павлова, а городские коммуникации спроектировали инженеры М. Е. Балакшин и А. Б. Фишман.

### Проект и строительство башни
В конце 1928 года руководитель проектного отдела Иосиф Иоакимович Робачевский при поддержке главного инженера строительства УЗТМ Владимира Фидлера предложил построить для Уралмаша водонапорную башню по индивидуальному проекту. Работать надо было быстро, поэтому членам отдела выделили всего неделю на разработку проектного плана. В конкурсе приняли участие архитекторы Пётр Оранский, Виктор Безруков и Моисей Рейшер, которому и досталась победа. В качестве основного материала он предложил использовать новый на тот момент железобетон, благодаря чему конструкция получилась лёгкой и выделялась на фоне остальных конкурсных проектов. По воспоминаниям Рейшера, он подготовил проект за одну ночь. Информации о работах других участников конкурса сохранилось мало. Некоторые источники также упоминают, что в конкурсе также принимал участие Фидлер, который предлагал для башни металлическую конструкцию системы инженера Владимира Шухова.

Изначально Рейшер планировал разместить в башне монолитный железобетонный бак объёмом 540 м³, обзорную площадку на крыше, а в основании — газетный киоск и павильон автобусной остановки. В основе его проекта было математическое правило, что для надёжной фиксации геометрического тела в пространстве достаточно трёх опорных точек. Предполагалось, что резервуар будет опираться на две монолитные железобетонные колонны и лестничную шахту. Но в ходе доработки проекта отказались от инфраструктуры первого этажа, добавили круглые окна по фасаду, вместо железобетонного бака было решено использовать стальной на 700 м³ (по другим сведениям — до 750 м³). Таким образом инженеры решили подстраховаться в работе с незнакомым материалом и добавили дополнительные опоры. О двух добавленных колоннах Рейшер отзывался критически: 
При металлическом баке перекрытие пришлось опирать на наружные стены отепления бака. Появился свод, добавилась тяжесть еще двухметровой бетонной стены, и всё это легло на консоли большого выноса, в связи с чем они получились очень мощными.
Московское конструкторское бюро «Техбетон» под руководством инженера Сергея Прохорова готовило итоговые чертежи и руководило строительством. Ответственным за работу на площадке был М. Струков. Чертежи сварного металлического бака выполнило проектное бюро Уралмашстроя по системе немецкого инженера Отто Интце, а изготовлением руководил С. Коротков. Бак стал первой в городе стальной конструкцией выполненной техникой электросварки, а не клёпки. Работы были поручены сварщику Владимиру Вольнову и группе молодых рабочих, которые справились с задачей за пять месяцев. Оценку выполненной работы доверили профессору Валентину Вологдину и другим видным специалистам.
Среди источников кочует ошибка, где 1929-й называется годом окончания строительства. Первые гидравлические испытания провели в свежепостроенной башне 5 июня 1931 года. Спустя час после торжественной приёмки и начала работы днище резервуара прогнулось и обрушилось, поток воды затопил близлежащие улицы. Новое днище выполнили из железобетона по проекту инженера Сергея Прохорова, в 1931 году башня была окончательно введена в эксплуатацию. На этот момент её бак являлся самым крупным в мире.
Впоследствии за проект водонапорной башни Моисей Рейшер был удостоен знака «Ударник коммунистического труда». За окрашенные известью стены неофициальное название «Белая башня» водонапорка УЗТМ получила почти сразу. Только один раз башня меняла цвет — в годы Второй мировой войны как стратегически важный объект она была окрашена камуфляжной зелёной краской.

### Эксплуатация
Осенью 1931 года руководство Уралмаша объявило об окончательном решении проблемы водоснабжения: артезианская вода не требовала очистки и на всех магистралях от башни давление достигло четырёх атмосфер. Уже в 1932 году на озере Шувакиш пробурили четыре дополнительные скважины, когда стали поступать жалобы на упавшее давления, а от Верхне-Исетского пруда был проброшен временный водовод. Чтобы исследовать оставшиеся запасы воды на Шувакиш пригласили гидрогеологов, они пришли к выводу, что подземные резервуары истощены из-за чрезмерного забора и рекомендовали сократить потребление. Это было затруднительно в условиях развивающейся инфраструктуры, поэтому в 1937 году инженеры завода построили на вытекающей из Шувакиша реке Калиновке плотину, что не помогло и даже спровоцировало заболачивание озера. Есть данные, что в 1937 году НКВД открыло уголовное дело против Фидлера, его обвиняли в сознательном сокрытии маловодья на Шувакише, что привело к напрасной трате денег и нехватке питьевой воды. Но потом комиссариат выяснил, что инженер скончался в 1932 году, и дело закрыли.
Потребление воды росло с ростом завода и жилищного массива. К 1940 году, когда жилая территория достигла 15 км², более 80 % воды поступало из Верхне-Исетского пруда. Во время реконструкции сетей водоснабжения в Свердловске в послевоенные годы стало понятно, уже скоро Белая башня утратит своё функциональное значение. Насосные станции на озере Шувакиш были выведены из эксплуатации в 1940-х годах, а насосное оборудование демонтировали в начале 1960-х.

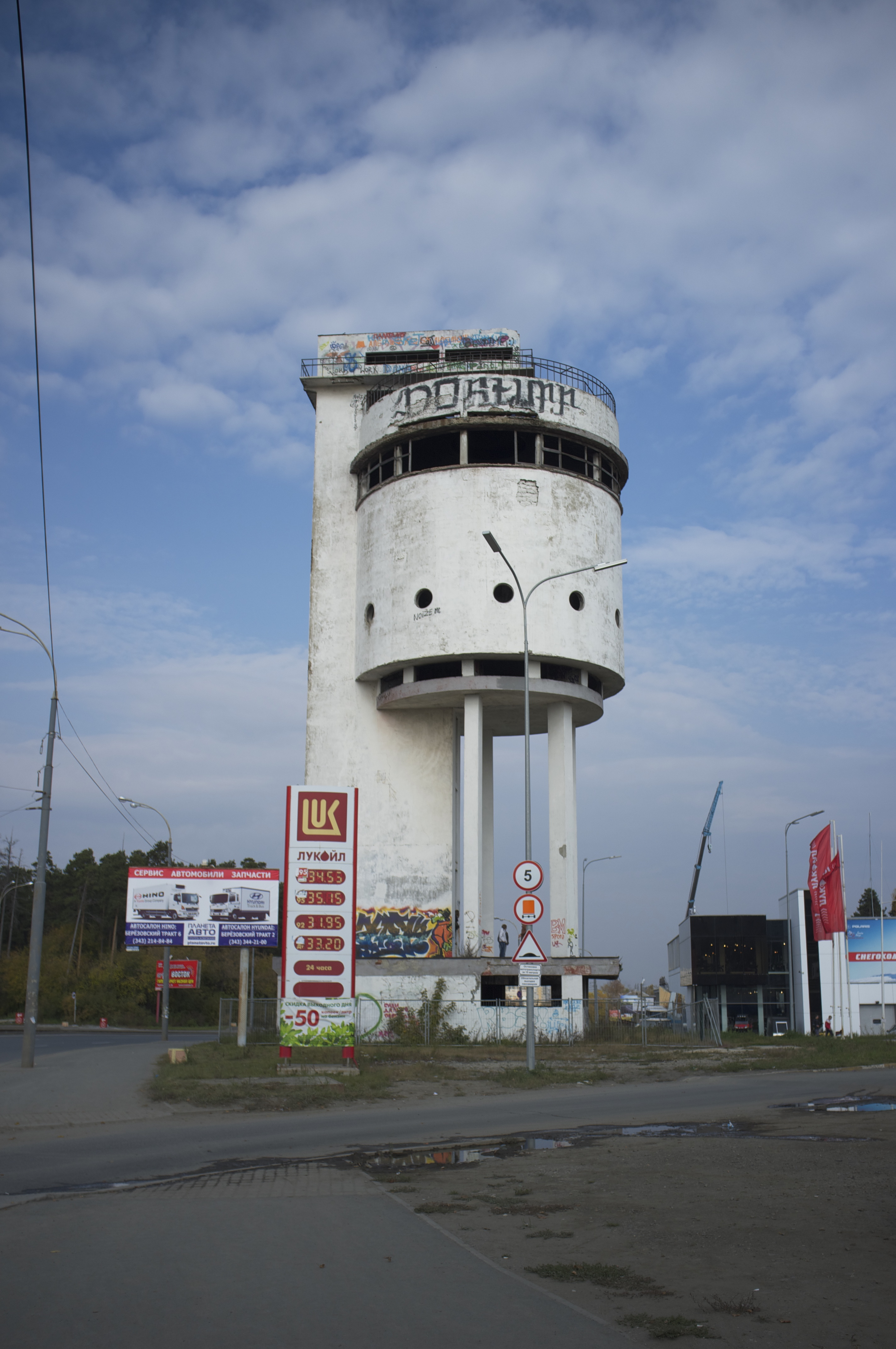
Заправка и стихийная застройка у подножья башни, 2014 год
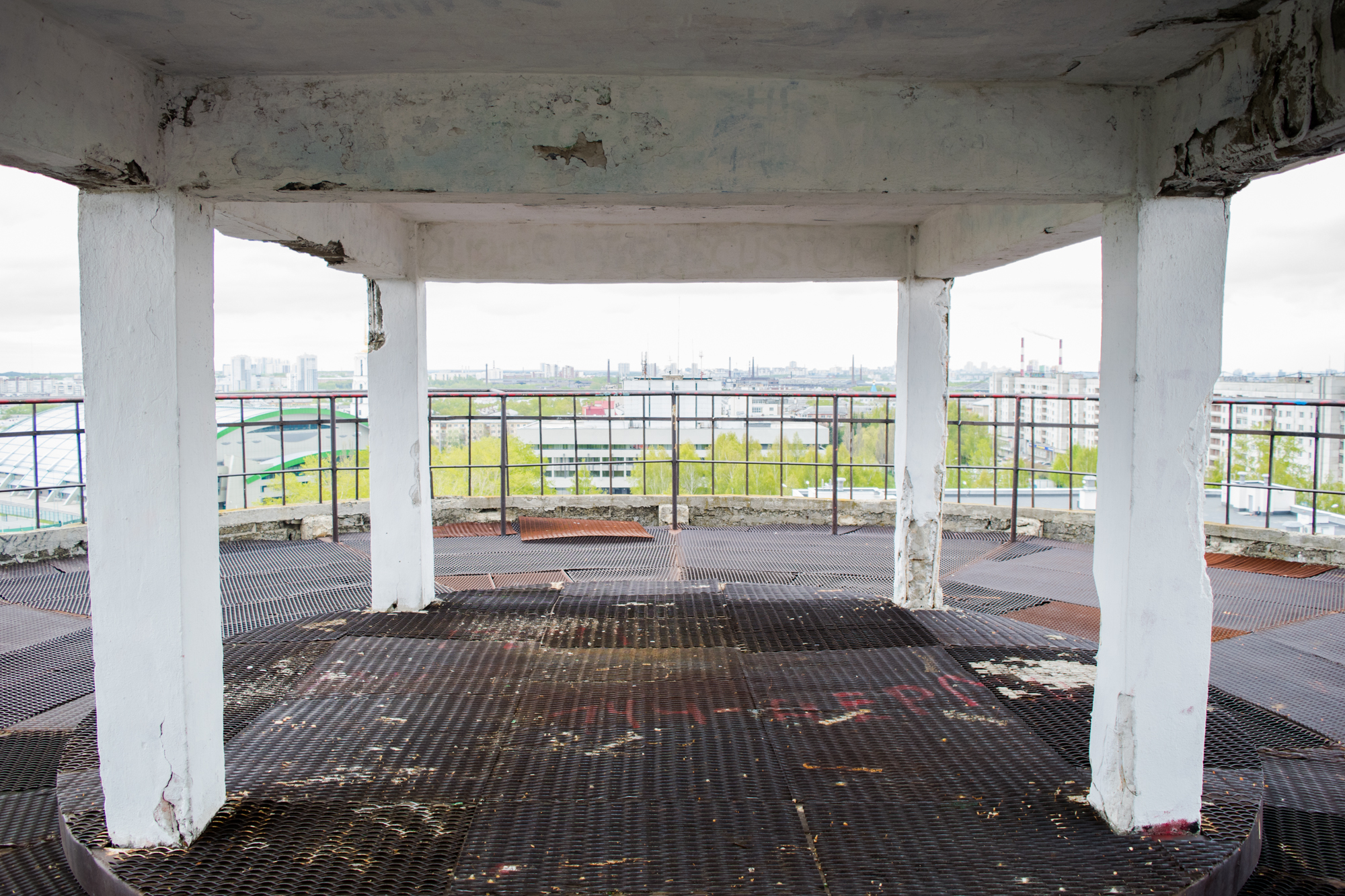
Обзорная площадка водонапорной башни, 2018 год
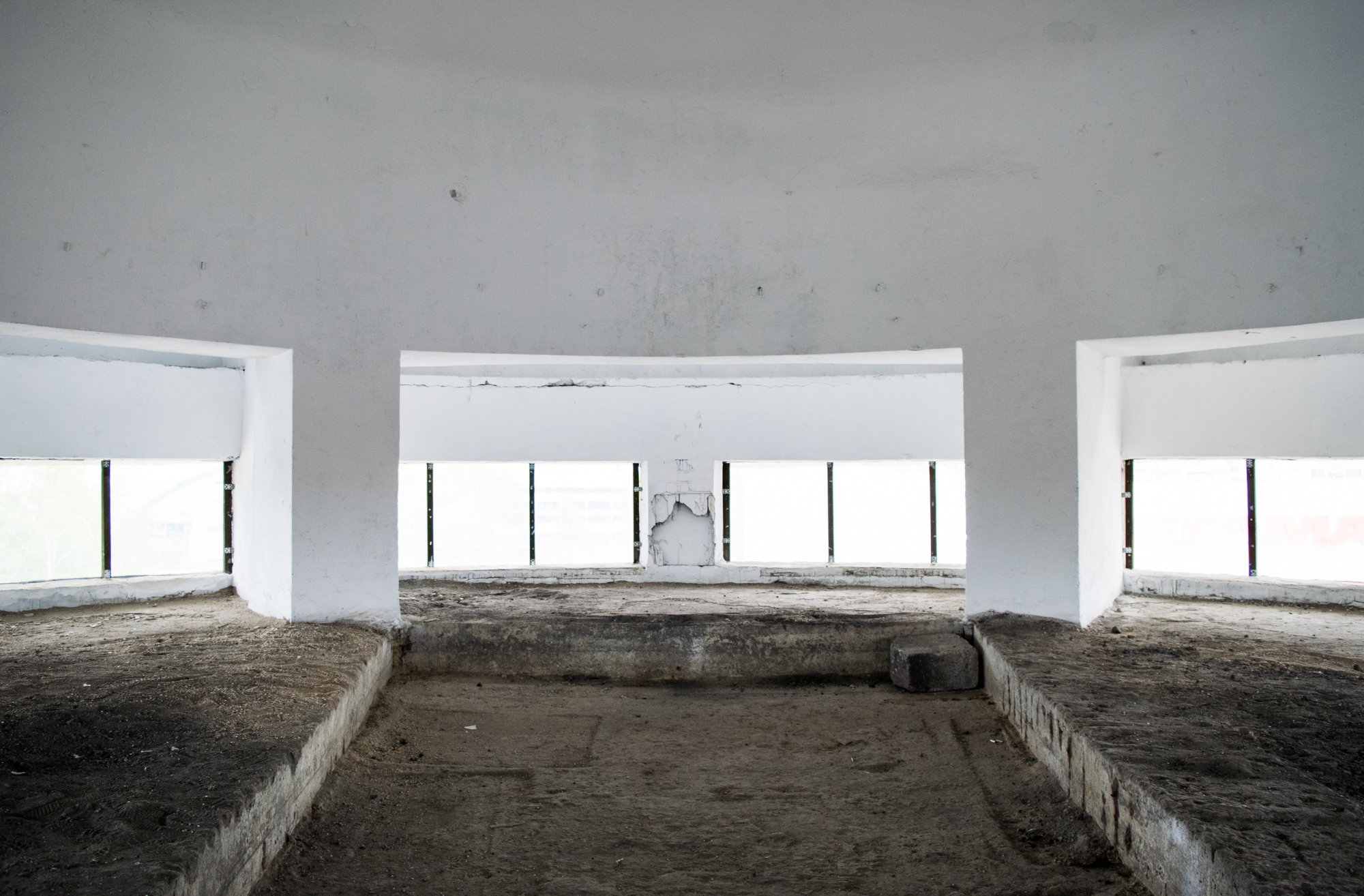
Бывшее техническое помещение под баком Белой башни, 2018 год
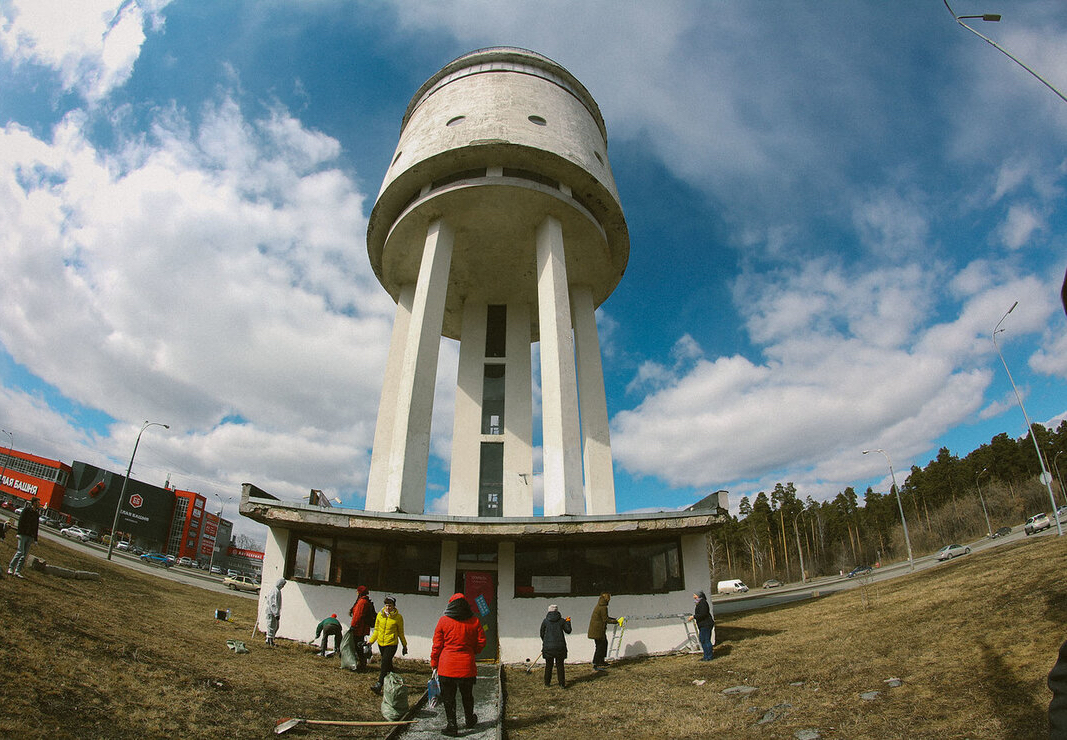
Субботник у башни, 2018 год
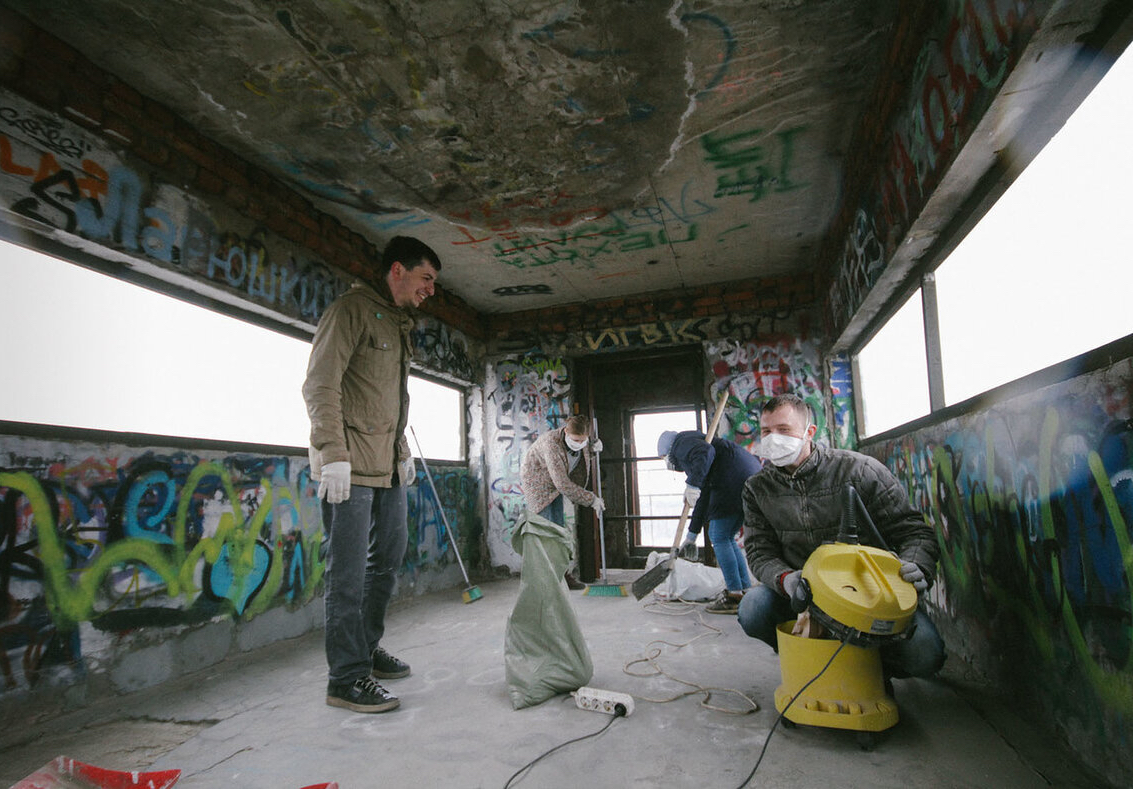
Субботник внутри башни, 2018 год
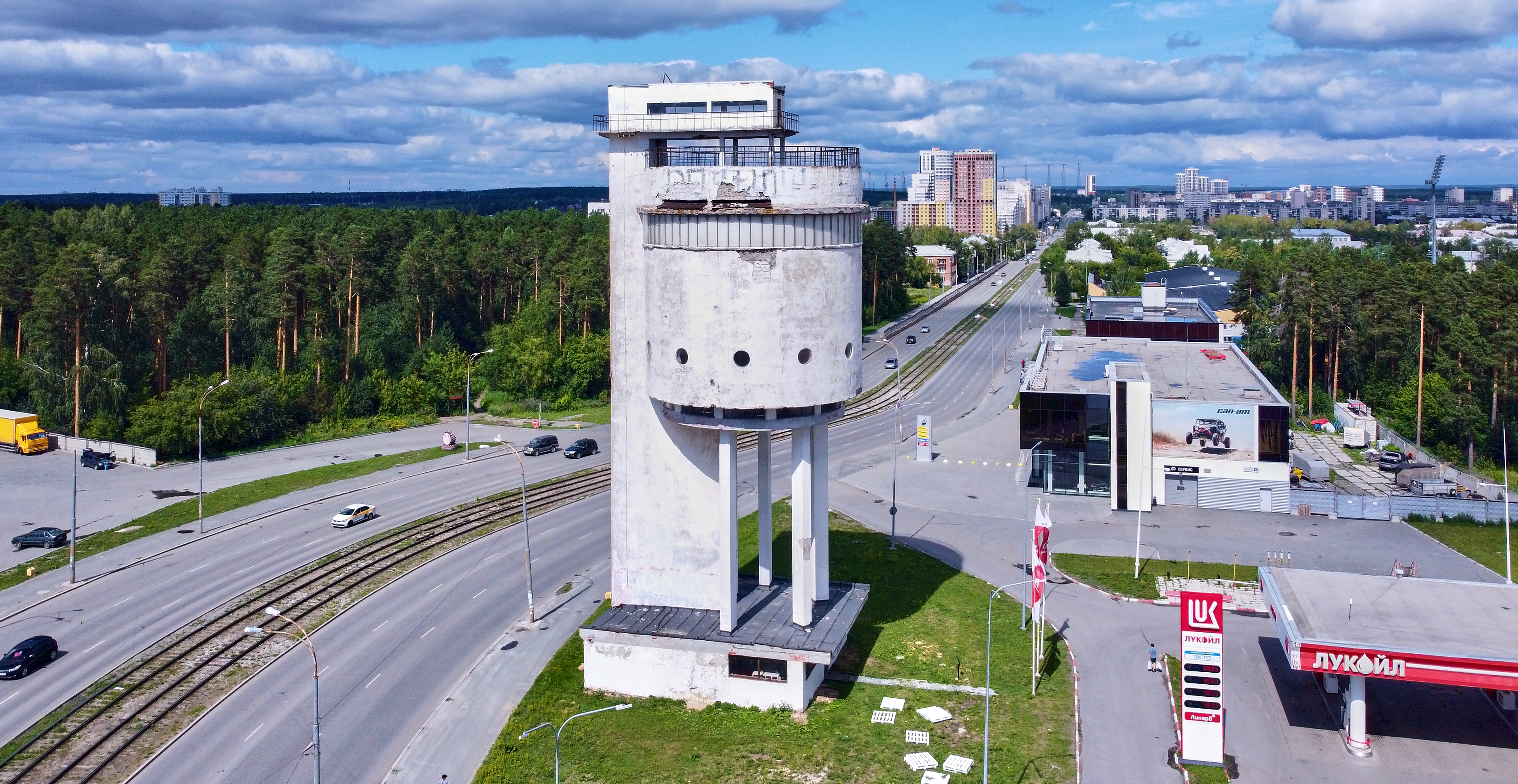
Вид на башню в 2021 году

### Закрытие станции и судьба башни
Башня была выведена из эксплуатации в 1960-х годах. После этого вопрос о переоборудовании и сохранении комплекса поднимали разные инстанции, в том числе автор проекта, но меры не принимались, и здание ветшало. В 1970 году Белая башня была включена в список памятников советского строительства, которые надлежало взять под государственную охрану. Через год Рейшер совместно с группой художников представил проект кафе на 100 мест, под него отводилось пространство резервуара, над ним на крыше предлагалось устроить смотровую площадку с киосками «Мороженое — воды» (существует версия, что Рейшер подготовил этот проект ещё в 1942 году). Администрация Орджоникидзевского района одобрила предложение, дирекция Уралмашстроя была готова спонсировать проект, но он не был реализован: против был главный архитектор Свердловска Геннадий Белянкин, проект списали из-за несоответствия нормам пожарной безопасности. Рейшер вспоминал, что «проект застрял у главного архитектора Свердловска Г. И. Белянкина и не может найти дверь для выхода».
В 1974 году Белую башню признали памятником архитектуры государственного значения, и через год институт «Свердловскгражданпроект» провёл конкурс на проект приспособления сооружения под другие назначения, но это также не получило развития. В дальнейшем вопрос об использовании Белой башни неоднократно поднимался в прессе, объект числился на балансе УЗТМ. В 1990-х годах Уралмаш передал сооружение в акционерный капитал дочерней страховой компании «Белая башня», которой тоже было интересно открыть там ресторан или клуб. Ремонт башни затягивался «из-за нехватки средств», вскоре её передали в ведение регионального Комитета по государственному имуществу.
В 2000 году страховая компания была ликвидирована, её наименование и товарный знак перешли страховому брокеру. Несмотря на регистрацию в реестре, название использовали многие малые предприятия — близлежащие магазины и частные фирмы, а с 1993 года у башни располагался одноимённый авторынок (позже его перестроили в торговый центр). Дирекция Уралмаша продолжала искать новое применение объекту. Вместе с Музейно-выставочным комплексом архитектуры Урала в 2002 году на тематической выставке к 100-летию со дня рождения Рейшера были представлены работы конкурса «Будущее белой башни».
В 2006—2012 годах Белая башня находилась под управлением регионального представительства Российского Красного Креста. По словам архитектора Полины Ивановой, организация была заинтересована не в сооружении, а в участке земли, на котором оно находилось. Красный крест заключил договор, по которому должен был переобустроить башню для планетария и музея конструктивизма, но не смог привлечь финансирование. По словам главы местной организации Дмитрия Вершинина, они рассматривали возможность реконструкции памятника в обмен на рекламные площади, а это противоречило правилам использования объекта культурного наследия. В 2012 году Министерство культуры обвинило Красный крест в несоблюдении охранных обязательств, и договор использования памятника был расторгнут.
Общественные организации и СМИ неоднократно указывали на ветхое состояние объекта и его опасность для окружающих. В башне ночевали бездомные, там совершались преступления, вокруг объекта велась стихийная застройка. По мнению искусствоведов, башня могла разрушиться и под влиянием внешних факторов, и из-за дефектов строительных материалов.

## Архитектурные особенности

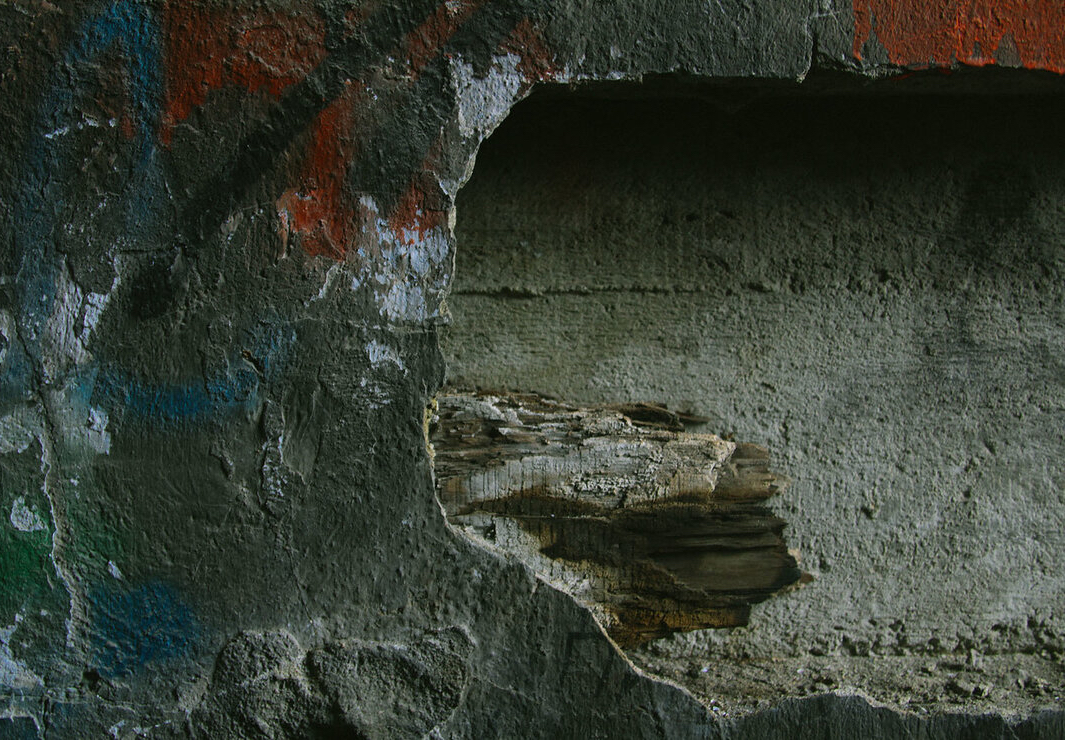
Деревянная опалубка внутри Белой башни, 2018 год

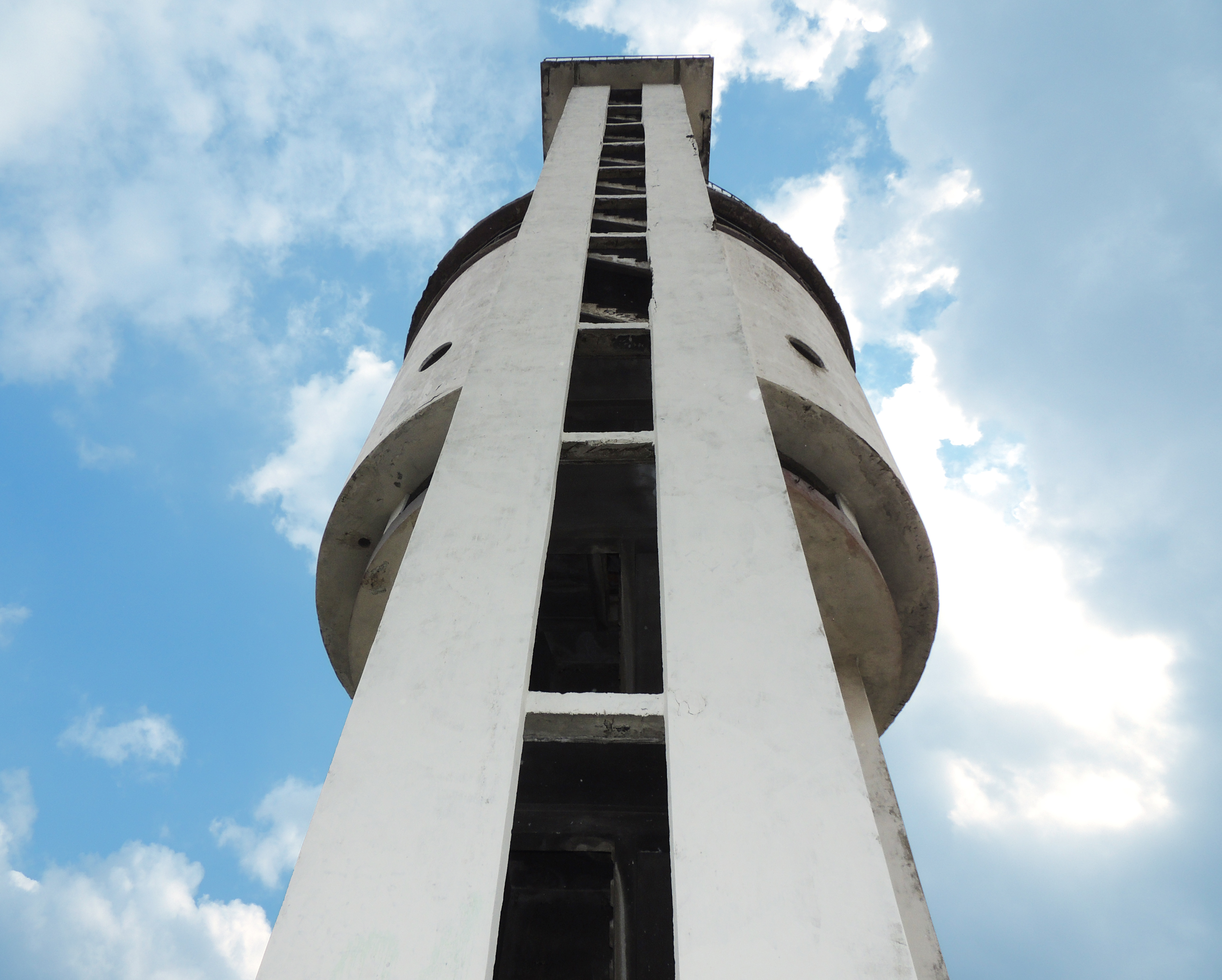
Вертикальные ленточные окна призматического объёма (стёкла выбиты), 2013 год

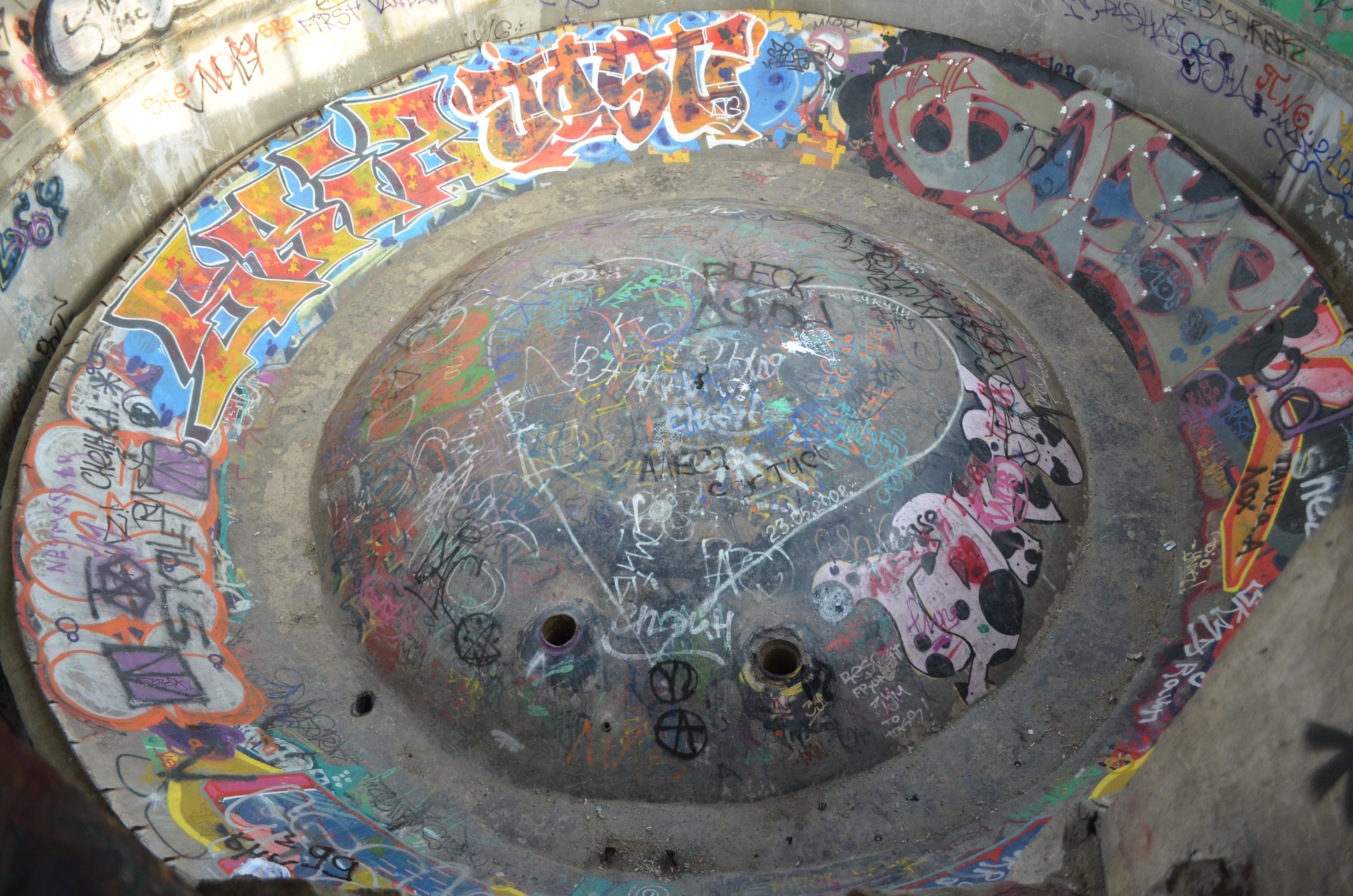
Сохранившееся железобетонное дно резервуара (до реконструкции), 2014 год

Белая башня считается выдающимся примером промышленной архитектуры периода конструктивизма. Расположенная на возвышенности 29-метровая башня замыкала перспективу бульвара Культуры и служила пространственной доминантой района, на которую были ориентированы все окрестные сооружения. Исторически планировалось дополнить архитектурный ансамбль района зданием стадиона в схожем стиле, которое спроектировал Пётр Оранский, однако проект не был воплощён. Но уже в 1970-х годах в районе Уралмаш возвели одноимённый дом культуры, который перекрыл вид на водонапорную башню.
Конструкция башни представлена двумя основными объёмами: цилиндрической частью с диаметром основания 13,5 метров, и вертикальным параллелепипедом, вмещающим лестничную клетку. Длина параллелепипеда — 5,75 метра, ширина — 3,2 метра. Внутри цилиндрического объёма расположен сужающийся к основанию бак с вогнутым дном, который через кольцевую монолитную железобетонную балку шириной 0,6 метра опирается на четыре наружные колонны и две внутрилестничные.
Резервуар для воды стянут тремя железобетонными кольцами, расположенными на равном удалении друг от друга. Цилиндр поддерживают шесть массивных консолей, которые крепятся к основным опорным колоннам и снабжены вертикальными ригелями, перераспределяющими нагрузку и повышающими жёсткость опорного кольца в горизонтальном направлении. Между резервуаром и наружной стеной цилиндрического объёма оставлен зазор в 0,7 метра, предназначенный для технического обслуживания резервуара. Чтобы поддерживать температуру воды, внутренние стены этого пространства были обшиты опалубкой и покрыты штукатуркой. Для защиты от атмосферных осадков вокруг резервуара был предусмотрен каркасный шатёр, вес которого распределён по колоннам двумя рядами ригелей. Стеновое ограждение шатра выполнено из бетонитовых камней с камышовым утеплением. В 1990-х годах под куполом бака был организован стальной настил, а деревянная кровля пожарной вышки была заменена на монолитный железобетон. По состоянию на 2016-й бак был практически полностью демонтирован, сохранилось только монолитное железобетонное выпуклое днище.
Посетители могут выйти с лестницы в подсобное помещение, на крышу и пожарную вышку. Подвал комплекса в плане имеет цилиндрический объём диаметром 6,1 метра. Крыша башни из железобетона, снабжена парапетом и кольцом жёсткости непосредственно над оконной лентой. Искусствоведы отмечают, что горизонтальное и вертикальное ленточное остекление добавляет композиции выразительность, контрастируя с глухими стенами водохранилища.

## Современность
Первый организованный субботник в башне прошёл ещё в ноябре 2011 года в рамках архитектурного фестиваля «Белая башня», который организовало издательство Tatlin.
В 2012 году была создана общественная организация «Группа архитектурных инициатив, событий и коммуникаций», получившая известность как архитектурная группа Podelniki. Активисты заявили о намерении восстановить Белую башню, вместе с главой издательства Tatlin Эдуардом Кубенским они организовали круглый стол для обсуждения дальнейшей судьбы сооружения. Уже 19 сентября 2012 года федеральные власти передали памятник в пользование общественной организации (приказ № 363).
С весны 2013-го в башне проводятся регулярные субботники. В одном из них вместе с волонтёрами участвовала внучка Моисея Рейшера — Татьяна Борисовна Казачинская, был осушен подвал и вывезено более 200 мешков бытового и строительного мусора. В августе 2013-го представители Бранденбургского технического университета и студенты Уральской государственной архитектурно-художественной академии и Уральского федерального университета исследовали башню.
В 2014 году Podelniki вместе с Уральским филиалом ГЦСИ подготовили популяризационный проект «Культурные лаборатории Белой башни», на который Министерство культуры выделило региональный грант 2 млн рублей. Различные этапы этого проекта проходили на смежных площадках, а в самой башне показали театральный перформанс. После обследования башни и привлечения внимания общества к её состоянию Podelniki занялись консервацией: установкой окон, дверей и поручней, ремонтом кровли и настила, проводкой электричества. Ремонтные работы проходили в 2015—2016 годах.
С 2016 года начались регулярные экскурсии: на грантовые средства фонда Владимира Потанина в рамках программы «Меняющийся музей в меняющемся мире» помещение бывшего резервуара переоборудовали для показа круговой медиапанорамы, посвящённой строительству Уралмаша. Официальный запуск общественного пространства приурочили ко дню города — 20 августа. В пространстве Белой башни ежегодно проходят фестивали, выставки, спектакли и другие культурные и образовательные мероприятия, пространство участвует в ежегодной ночи музеев.
Управление государственной охраны объектов культурного наследия Свердловской области признало консервацию Белой башни научной реставрацией — это важный российский правовой прецедент в деле восстановления культурного наследия. Кроме того, проект консервации отмечали жюри различных конкурсов: в 2014-м он стал номинантом российской премии в области современного искусства «Инновация», в 2017-м — номинантом общенационального проекта «Приметы городов».
В июле 2017-го в солнечные батареи на крыше башни попала молния и повредила проводку и механизм медиапанорамы. Сбор средств на установку молниезащиты поддержал благотворительный фонд «Внимание», созданный блогером Ильёй Варламовым и москвоведом Павлом Гнилорыбовым. Этот же фонд в настоящий момент помогает собрать средства на полноценную реставрацию — 4 млн рублей.
В июле 2020 года Государственному музею архитектуры им. А. В. Щусева благотворительным Фондом Гетти (Getty Foundation) был выделен грант на реставрацию башни в размере $180 тыс.в рамках программы «Сохранение современности». Программа направлена на изучение состояния и сохранение памятников архитектуры XX века, гранты получают институции, чьи заявки побеждают в конкурсе. Деньги, полученные от Фонда Гетти, пойдут на дальнейшее обследование башни, и на его основе будет подготовлен проект её реставрации и приспособления к использованию её в качестве общественного пространства. Работа будет вестись под руководством грантополучателя — Музея архитектуры.

Культурные мероприятия в Белой башне
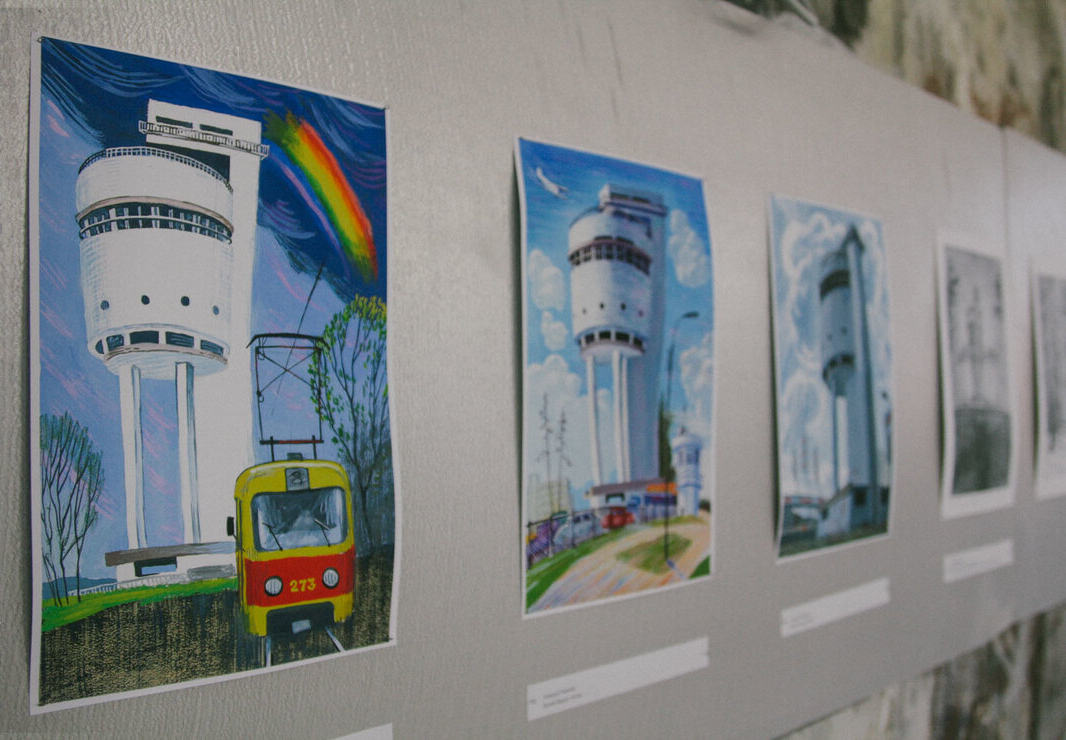
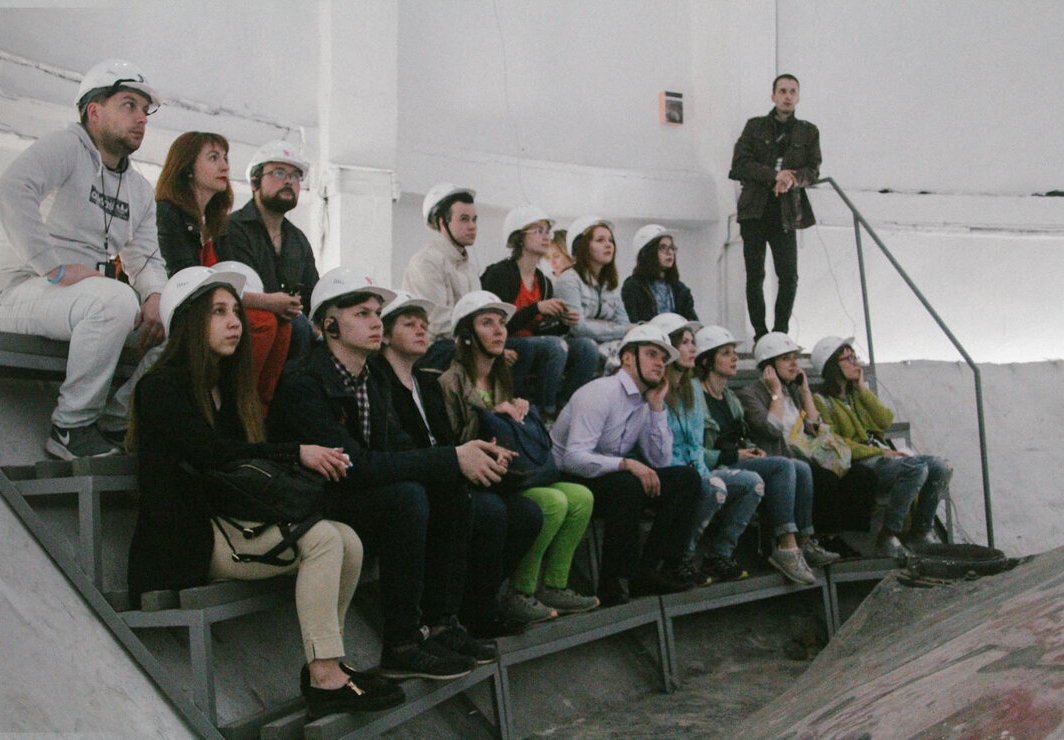
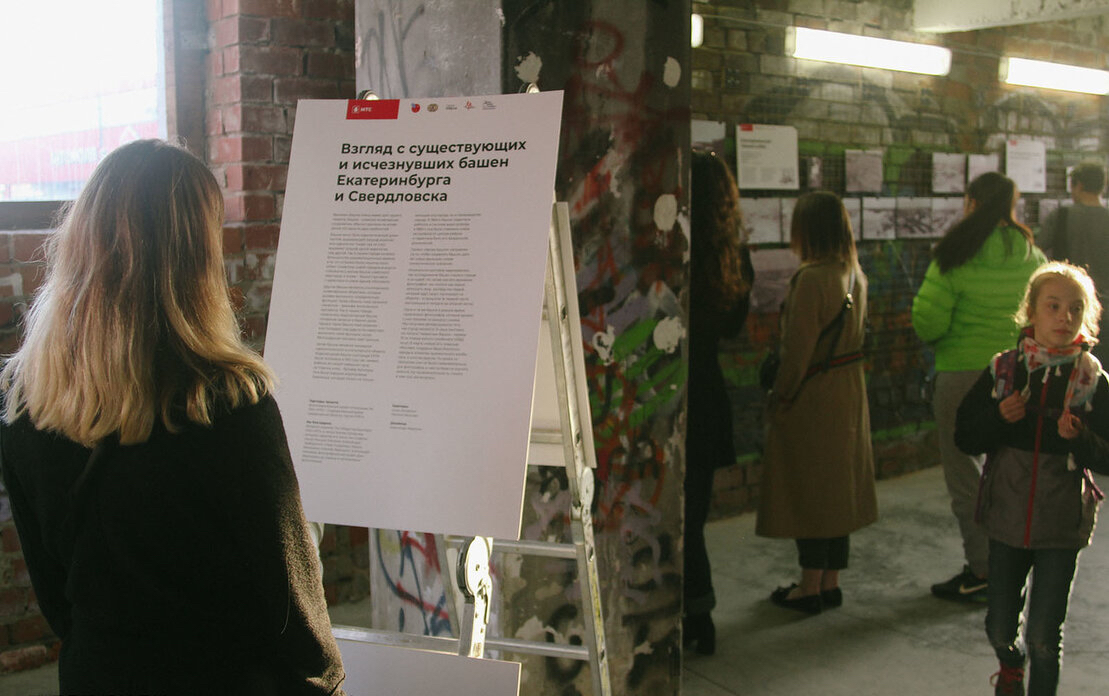
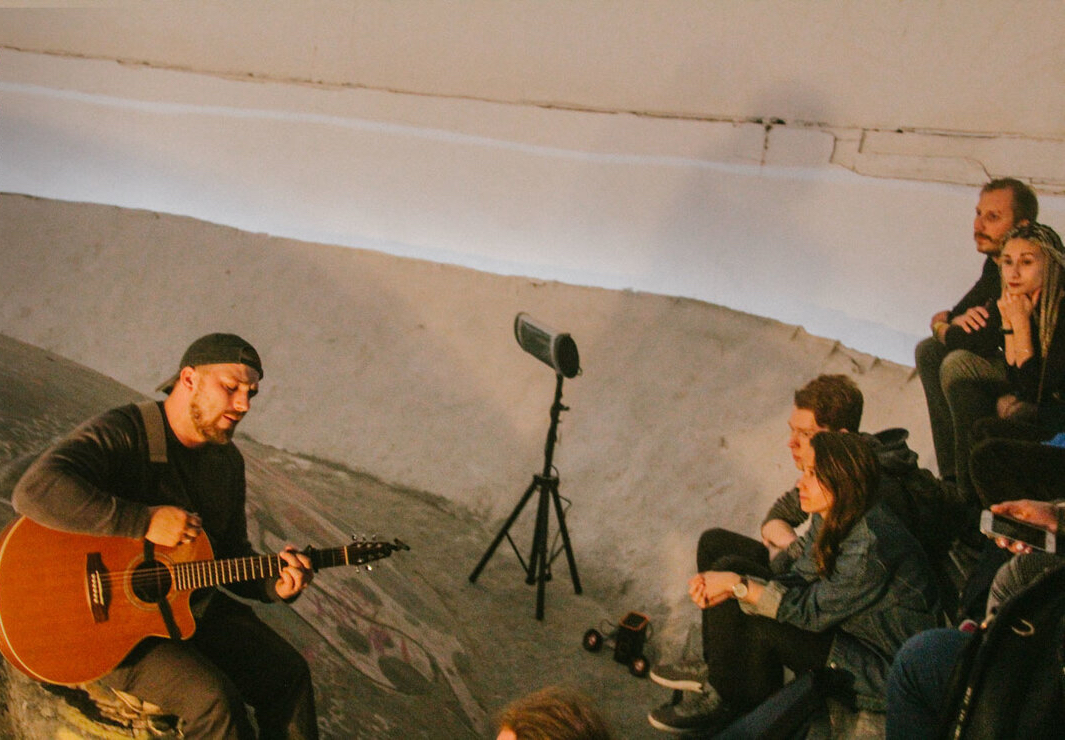
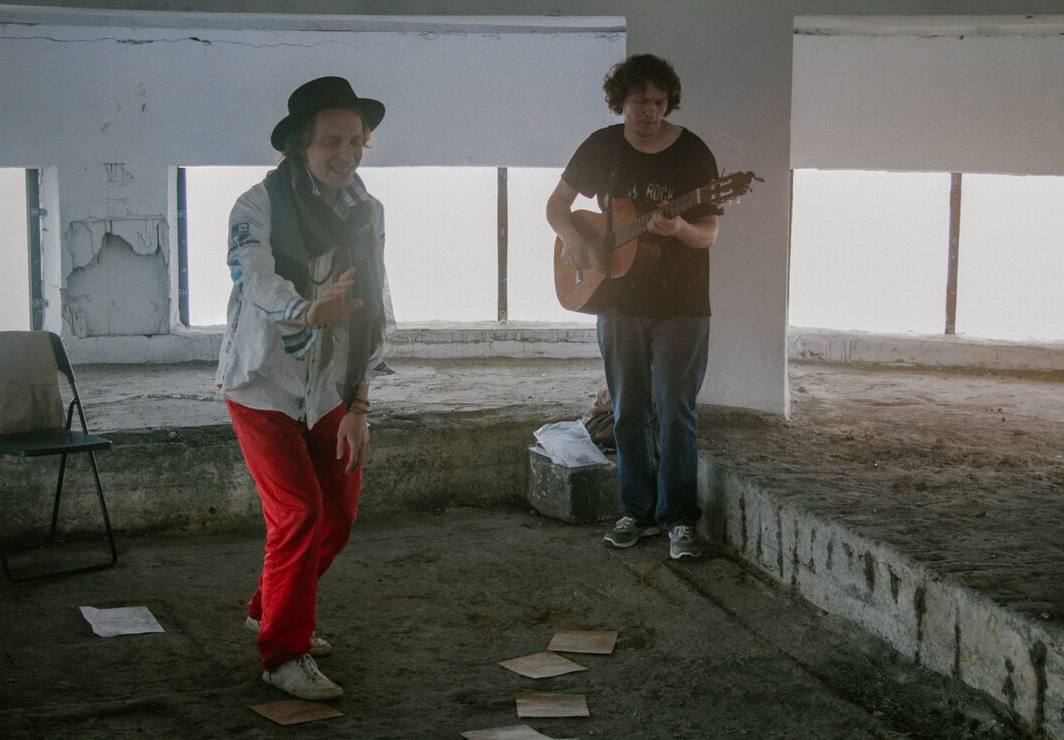
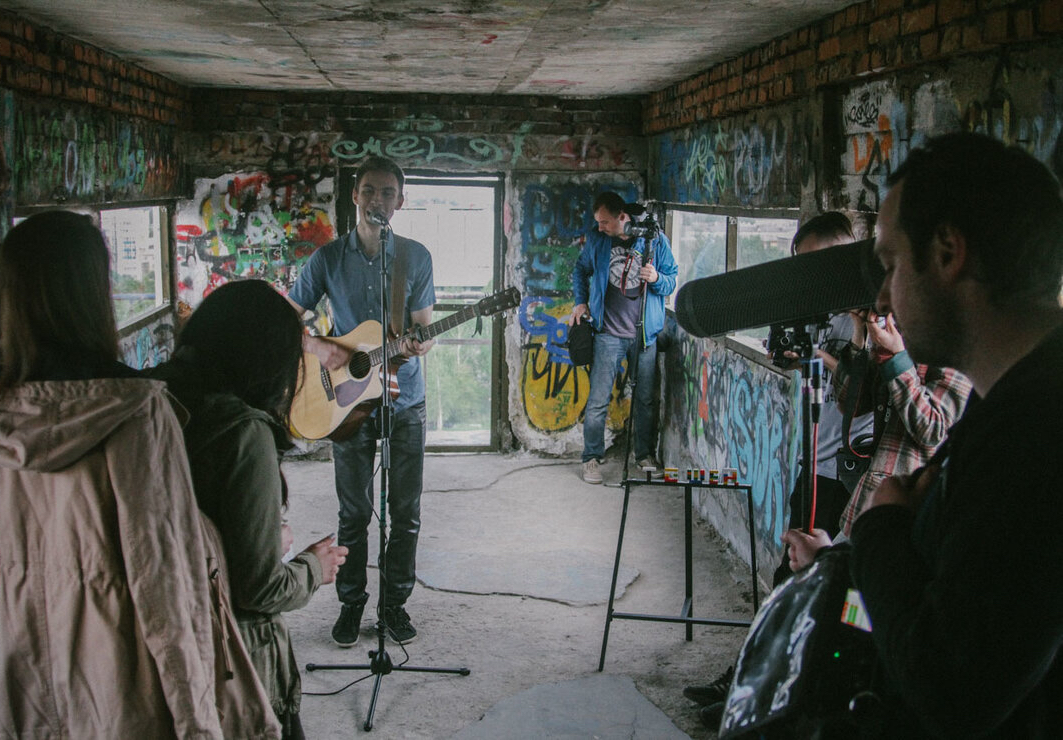
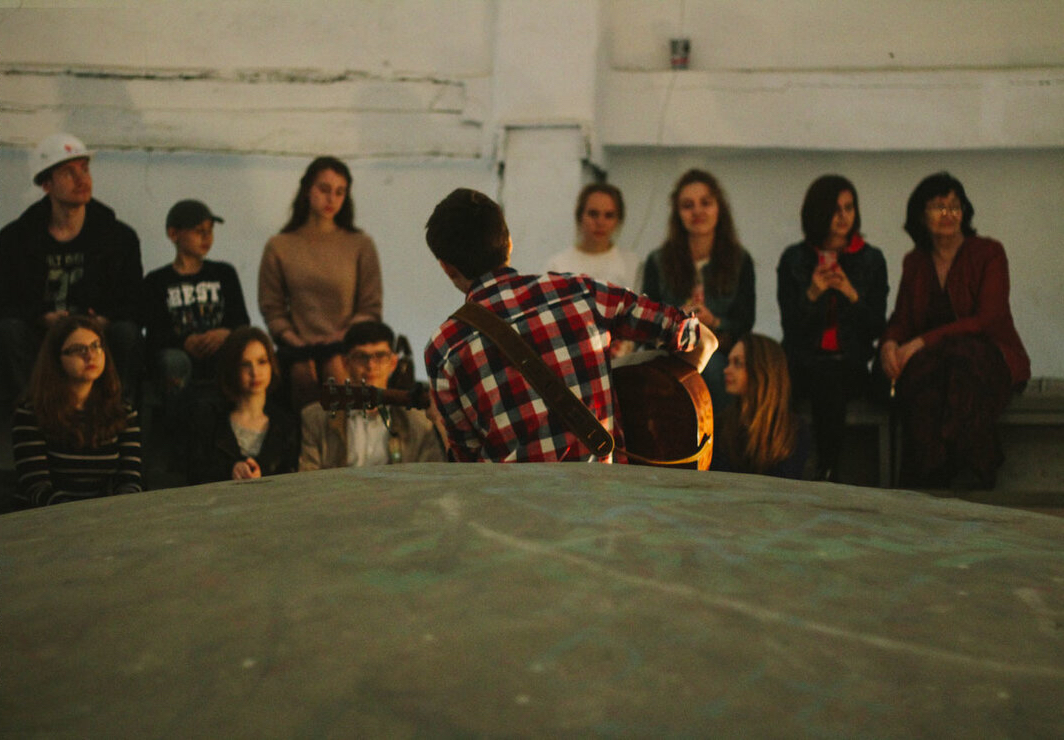
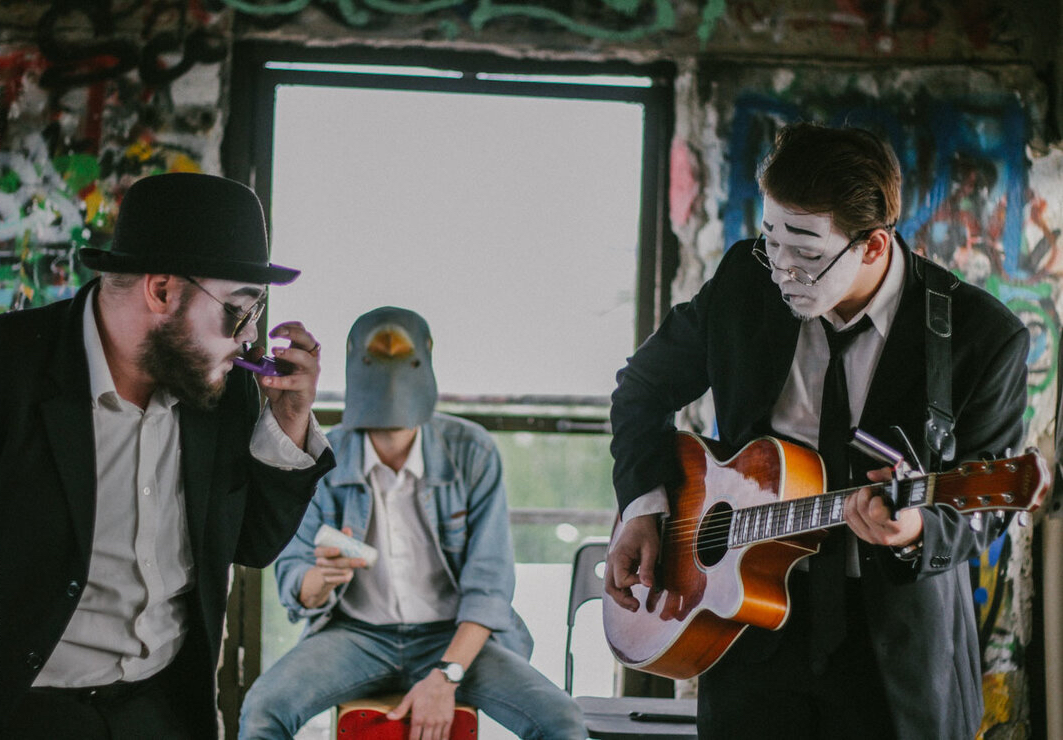

## Культурное значение
Белая башня была изначально задумана как выразительный объект, который мог бы стать символом города. Она многократно упоминается в книгах по архитектуре и развитию Свердловской области, учебной и научной литературе. Считается, что башня УЗТМ вдохновила авторов других проектов, таких как водонапорная башня завода «Красный гвоздильщик» Якова Чернихова или башня рядом со зданием ТЭЦ на территории Уралмаша.
Ежегодный городской архитектурный фестиваль носит название «Белая башня», а в рамках II Уральской архитектурной биеннале в 2012 году французский художник Матьё Мартэн выполнил для экспозиции макет башни в человеческий рост. Изображение Белой башни присутствует на логотипе Форума высотного и уникального строительства и в символике Дня строителя (с 2015 года).